# Équipe d'Argentine masculine de handball aux Jeux olympiques d'été de 2016
Cet article relate le parcours de l'Équipe d'Argentine masculine de handball lors des Jeux olympiques de 2016 organisé au Brésil. Il s'agit de la 2e participation de l'Argentine aux Jeux olympiques.

## Qualifications
L'Équipe d'Argentine masculine de handball décroche son billet pour le tournoi olympique à l'issue des Jeux panaméricains de 2015 se déroulant au Canada qu'il remporte.

## Maillots
L'équipe d'Argentine porte pendant les Jeux de Rio de Janeiro un maillot confectionné par l'équipementier Runner’s High.
| Couleurs | Bleu, blanc, jaune |
| Marque   | Runner’s High      |
| Domicile | Extérieur          |

## Matchs de préparation
| Équipe 1  | Résultat | Équipe 2  |
| --------- | -------- | --------- |
| Argentine | 23-23    | Égypte    |
| Argentine | 25-23    | Égypte    |
| Suède     | 20-11    | Argentine |

## Effectif
À noter l'absence de Diego Simonet.

## Résultats
Remarque : toutes les heures sont locales (UTC−3). En Europe (UTC+2), il faut donc ajouter 5 heures.

### Groupe A
|   | Équipe    | Pts | J | G | N | P | Bp  | Bc  | Diff | Dép |
| - | --------- | --- | - | - | - | - | --- | --- | ---- | --- |
| 1 | Croatie   | 8   | 5 | 4 | 0 | 1 | 147 | 134 | 13   | +1  |
| 2 | France    | 8   | 5 | 4 | 0 | 1 | 152 | 126 | 26   | -1  |
| 3 | Danemark  | 6   | 5 | 3 | 0 | 2 | 136 | 127 | 9    | -   |
| 4 | Qatar     | 5   | 5 | 2 | 1 | 2 | 122 | 127 | -5   | -   |
| 5 | Argentine | 2   | 5 | 1 | 0 | 4 | 110 | 126 | -16  | -   |
| 6 | Tunisie   | 1   | 5 | 0 | 1 | 4 | 118 | 145 | -27  | -   |

|  | Qualifié pour les quarts de finale                                                                                     |
|  | Éliminé |
|  | Pts points ; J joués ; G victoires ; N nuls ; P défaites BP buts marqués ; BC buts encaissés ; Diff différence de buts |

| 7 août 2016 14 h 40 | Danemark       | 25 - 19   | Argentine    | Future Arena, Rio de Janeiro Arbitrage : Lah, Sok |
| 7 août 2016 14 h 40 | Hansen, Svan 6 | (10 - 10) | P. Simonet 7 | Future Arena, Rio de Janeiro Arbitrage : Lah, Sok |
| 7 août 2016 14 h 40 | ×3 ×4 ×1       | Rapport   | ×3           | Future Arena, Rio de Janeiro Arbitrage : Lah, Sok |

| 9 août 2016 21 h 50 | Argentine   | 26 - 27   | Croatie  | Future Arena, Rio de Janeiro Arbitrage : Rashed, El-Sayed |
| 9 août 2016 21 h 50 | Fernández 8 | (15 - 14) | Štrlek 7 | Future Arena, Rio de Janeiro Arbitrage : Rashed, El-Sayed |
| 9 août 2016 21 h 50 | ×2 ×4 ×1    | Rapport   | ×4 ×3    | Future Arena, Rio de Janeiro Arbitrage : Rashed, El-Sayed |

| 11 août 2016 21 h 50 | France   | 31 - 24   | Argentine   | Future Arena, Rio de Janeiro Arbitrage : Nachevski, Nikolov |
| 11 août 2016 21 h 50 | Abalo 7  | (17 - 13) | Fernández 8 | Future Arena, Rio de Janeiro Arbitrage : Nachevski, Nikolov |
| 11 août 2016 21 h 50 | ×3 ×4 ×1 | Rapport   | ×2 ×5       | Future Arena, Rio de Janeiro Arbitrage : Nachevski, Nikolov |

| 13 août 2016 21 h 50 | Argentine | 23 - 21   | Tunisie     | Future Arena, Rio de Janeiro Arbitrage : Koo, Lee |
| 13 août 2016 21 h 50 | Pizarro 7 | (14 - 10) | Boughanmi 8 | Future Arena, Rio de Janeiro Arbitrage : Koo, Lee |
| 13 août 2016 21 h 50 | ×1 ×5     | Rapport   | ×1 ×4 ×1    | Future Arena, Rio de Janeiro Arbitrage : Koo, Lee |

| 15 août 2016 21 h 50 | Qatar               | 22 - 18  | Argentine    | Future Arena, Rio de Janeiro Arbitrage : Raluy López, Sabroso Ramírez |
| 15 août 2016 21 h 50 | Capote, Memišević 4 | (12 - 9) | P. Simonet 5 | Future Arena, Rio de Janeiro Arbitrage : Raluy López, Sabroso Ramírez |
| 15 août 2016 21 h 50 | ×3 ×4               | Rapport  | ×4           | Future Arena, Rio de Janeiro Arbitrage : Raluy López, Sabroso Ramírez |